# Лавриненков Володимир Дмитрович
Володи́мир Дми́трович Лаврине́нков (рос. Владимир Дмитриевич Лавриненков; 17 травня 1919, Птахіно — 14 січня 1988) — радянський льотчик-ас, двічі Герой Радянського Союзу (1943, 1944), в роки німецько-радянської війни заступник командира ескадрильї 9-го гвардійського винищувального авіаційного полку 268-ї винищувальної авіаційної дивізії 8-ї повітряної армії Південного фронту. Генерал-полковник авіації (1971). Депутат Верховної Ради Білоруської РСР 7-го скликання. Депутат Верховної Ради УРСР 8—10-го скликань. Член ЦК КПУ в 1971—1981 р. 

## Біографія
Народився 17 травня 1919 року в селі Птахіному Починковского району Смоленської області в родині селянина. Росіянин. У 1934 році закінчив сім класів неповної середньої школи і вступив до школи фабрично-заводського учнівства. Працював столяром і одночасно займався в аероклубі.
У 1940 році призваний до лав Червоної Армії. У 1941 році закінчив Чугуївське військове авіаційне училище. Залишений в ньому інструктором. Потім служив інструктором в Чернігівській військовій авіаційній школі.
Учасник німецько-радянської війни з липня 1941 року. Член ВКП (б) з 1942 року. До лютого 1943 року заступник командира ескадрильї 9-го гвардійського винищувального авіаційного полку (268-ма винищувальна авіаційна дивізія, 8-ма повітряна армія, Південний фронт) гвардії молодший лейтенант В. Д. Лавриненков здійснив 322 бойових вильоти, брав участь в 78 повітряних боях, збив особисто 16 і в групі 11 літаків противника.
Указом Президії Верховної Ради СРСР від 1 травня 1943 року гвардії молодшому лейтенанту Володимиру Дмитровичу Лавриненкову присвоєно звання Героя Радянського Союзу з врученням ордена Леніна і медалі «Золота Зірка» (№ 957).
23 серпня 1943 року у повітряному бою пішов на таран і вистрибнув з літака на парашуті. Приземлився на ворожій території і потрапив у полон. Його відправили до Берліна для допиту, але в дорозі він разом з іншим льотчиком вистрибнув вночі з поїзда і зник. Протягом трьох місяців воював у партизанському загоні імені В. І. Чапаєва під командуванням О. В. Тканка. Потім повернувся в свій полк і отримав звання гвардії капітана. З жовтня 1943 по травень 1944 року воював у небі Криму.
Указом Президії Верховної Ради СРСР від 1 липня 1944 року за відвагу і мужність в боях, успішне командування ескадрильєю, 34 збитих ворожих літаків особисто гвардії майору Володимиру Дмитровичу Лавриненкову вдруге присвоєно Звання Героя Радянського Союзу з врученням ордена Леніна і медалі «Золота Зірка» (№ 20).
У липні 1944 року після загибелі гвардії підполковника А. О. Морозова призначений командиром 9-го гвардійського винищувального авіаційного полку (1-ша повітряна армія, 3-й Білоруський фронт). Після перенавчання на літаку Ла-7 воював в Прибалтиці і під Кенігсбергом. Останні бойові вильоти здійснив у небі Берліна. Усього в роки війни здійснив 488 бойових вильотів, в 134 повітряних боях збив особисто 36 і в групі 11 літаків противника.
Після закінчення війни служив у військах протиповітряної оборони. У 1945–1946 роках був командиром авіаполку. У 1948 році закінчив Військову академію імені М. В. Фрунзе. У 1949–1951 роках командував авіаційною дивізією. З 1951 року — начальник навчального центру винищувальної авіації ППО країни, потім слухач Військової академії Генерального штабу, яку закінчив в 1954 році.
У 1955–1962 роках — командувач винищувальної авіації армії ППО, в 1962–1968 роках — 1-й заступник командувача 8-ю окремою армією ППО (Київ), в 1968–1977 роках — командувач 8-ю окремою армією ППО.
У 1971 році В. Д. Лавриненкову було присвоєно військове звання «генерал-полковник авіації».
З 1977 року начальник штабу — заступник начальника Цивільної оборони Української РСР. З 1984 року працював військовим консультантом Київського військового училища ППО.
Жив у Києві. Помер 14 січня 1988 року. Похований в Києві на Байковому кладовищі (ділянка № 7).

## Нагороди, почесні звання
Нагороджений двома орденами Леніна, орденом Жовтневої Революції, шістьма орденами Червоного Прапора, орденом Вітчизняної війни 1-го ступеня, орденом Червоної Зірки, медалями.
Почесний громадянин міст Смоленська (рішення Виконкому Смоленської міськради від 25 вересня 1983 року), Починка і Севастополя (рішення Севастопольської міської ради № 294 від 6 травня 1974 року).

## Твори
Самостійно та у співавторстві написав біографічні твори «Повернення в небо [Архівовано 3 вересня 2014 у Wayback Machine.]» (1974), «Сокіл-1» (1976), «Шпага честі» (1980), «Без війни» (1982), «Дід Василь» (1986), «Сокіл-2» (1988).

## Пам'ять
Бронзовий бюст Лавриненкова встановлений в місті Починку Смоленської області.
У Києві, по вулиці Михайла Грушевського, 34а, на будинку де в 1969–1988 роках жив Лавриненков, в 1989 році встановлена бронзова меморіальна дошка (барельєф; скульптор О. П. Скобліков, архітектор К. О. Сидоров). Пам'ятник Лавриненкові встановлений також у місті Василькові на вулиці Декабристів.